# Daxing
Daxing (chiń. upr. 大兴区, chiń. trad. 大興區, pinyin: Dàxīng Qū) – dzielnica na przedmieściach Pekinu, położona na południe od centrum miasta.
Liczy 1012 km² powierzchni i 671 444 mieszkańców (2000).